# 마쓰야마번 (빗추국)

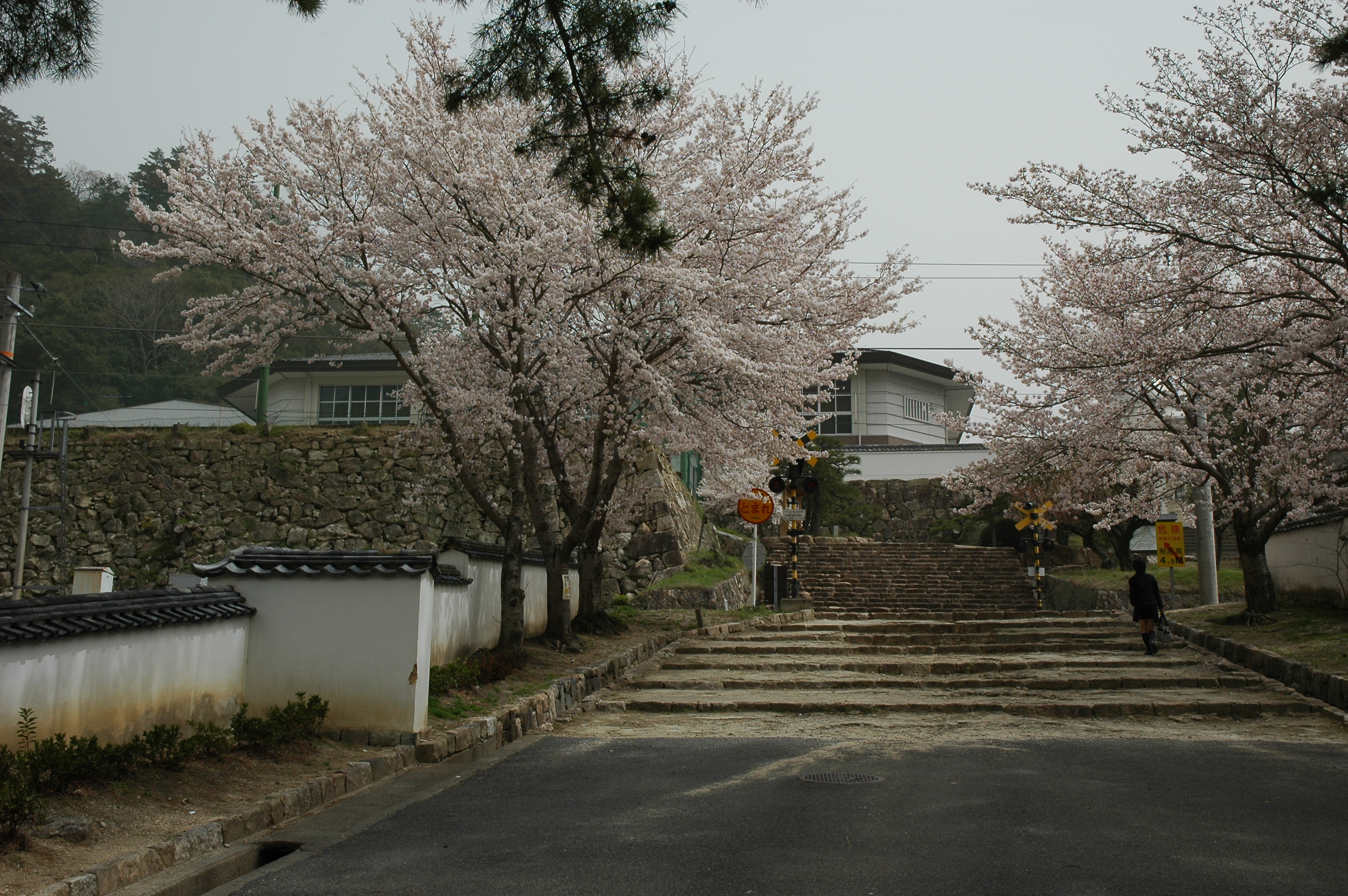
마츠야마성 오네고야 정문 (현 오카야마현립 타카하시 고등학교)

빗추 마츠야마번(일본어: 備中松山藩 びっちゅうまつやまはん[*])은 빗추국 (오카야마현)의 일부를 영지로 갖고 있던 번이다. 번청은 마츠야마성 (타카하시시)에 있다. 메이지 유신 이후, 타카하시번으로 명칭이 바뀌었다.

## 번의 역사
에도 막부 개부 전의 게이초 5년 (1600년)부터 한동안은 텐료가 되어, 빗추 대관으로서 코보리씨 (코보리 마사츠구ㆍ코보리 마사카즈)가 통치하고 있었다.
겐나 3년 (1617년), 이나바 톳토리번 6만석에서 이케다 나가요시가 6만 5천석으로 입봉하여, 입번했다. 간에이 18년 (1641년), 2대 번주 나가츠네가 후계자 없이 사망했기 때문에, 폐절되었다.
간에이 19년 (1642년), 나리와번에서 미즈노야 카츠타카가 5만석으로 입봉했다. 마츠야마번의 번정・경제의 기초, 마츠야마성의 성곽 보수는 미즈노야 시대에 거의 완성을 했다고 해도 좋다. 2대 번주・미즈노야 카츠무네는 도쿠가와 이에미츠의 명으로, 카사마 아사노 (후의 아코 아사노) 등 다섯 다이묘가 센가쿠지를 재건하고, 자신의 보리사로 삼았다. 그러나, 3대 미즈노야 카츠요시 때의 관계 악화로 센가쿠지와 절연하였다 (카츠타카, 카츠무네의 묘는 현재에도 센가쿠지 "경내안내"에서 빠져있다).
카츠요시가 후계자 없이 사망했기 때문에, 말기양자・미즈노야 카츠하루를 맞이했지만, 겐로쿠 6년 (1693년)에 영지를 이어 받기 전에 사망했다. 카츠요시의 동생 카츠토키를 세웠으나, 받아들여지지 않았고, 3천석의 하타모토로 감봉되었다.
이 때의 마츠야마성 인도에는 아코 사건 발생 이전의 아코번주 아사노 나가노리가 맡았다. 또, 나가노리의 대리인으로서 아사노가 가로 오오이시 요시오 (쿠라노스케)가 다음 번주 안도씨가 올때까지의 1년 반 동안, 빗추 마츠야마성을 관리하였다. 성을 내어줄 때에, 오오이시는 단신으로 마츠야마성에 들어가 미즈노야가 가로 츠루미 쿠라노스케와 의논하여 개성을 하였다. 오오이시와 츠루미의 나노리 (자칭한 무가 백관명)가 우연히 같은 쿠라노스케였기 때문에 "두 쿠라노스케의 대결"이라고도 한다. 빗추 마츠야마에서 오오이시는 좋은 평판을 받았다. 또한, 마르크스주의 민속학자 츠루미 타로는, 이 츠루미 쿠라노스케의 후예이다 (오오이시가 쪽은 마지막 당주 타쿠조는 이미 사망해, 절손되었다).
미즈노야씨의 제봉 후, 막부로부터 마츠야마번의 영지는 철저히 검지되었다. 겐로쿠 8년 (1695년)의 검지 후, 코즈케 타카사키번에서 안도 시게히로가 6만 5천석으로 입봉했다. 아들인 노부토모는 지샤부교를 맡아, 쇼토쿠 원년 (1711년), 미노 카노번으로 전봉되었다.
같은 해, 대신하여 야마시로 요도번에서 이시카와 후카요시가 6만석으로 입봉했다. 엔쿄 원년 (1744년), 이세 카메야마번으로 전봉되었다.
동시에, 그 카메야마번에서 이타쿠라 카츠즈미가 5만석으로 입봉했다. 이후, 메이지까지 이타쿠라씨의 소령이 되었다. 유명한 번주로는 막부 말기에 7대 번주가 된 카츠키요를 뽑을 수 있다. 카츠키요는 이이 나오스케가 사쿠라다문 밖의 변이 암살된 다다음해인 분큐 2년 (1862년), 및 도쿠가와 요시노부 대에 로쥬수좌(필두)가 되었다. 번정에는 야마다 호코쿠를 기용하여, 번정 개혁을 성공시켰다. 카츠키요가 막부의 요직에 있었던 것으로 보아, 토바ㆍ후시미 전투로부터 1주일 후에는 마츠야마번 추토령이 조정에서 내려졌고, 오카야마번의 군세가 번주 부재인 마츠야마성 등을 접수하였다. 교토에 있었던 카츠키요는 도쿠가와 요시노부를 따라 에도로 향했고, 이후, 보신 전쟁에서는 구막부 측으로 하코다테까지 전진했다.
메이지 2년 (1869년)에는 카츠키요는 야마다 호코쿠 등의 설득을 받아, 항복하였고, 금고형해 쳐해졌다. 고쿠다카도 2만석으로 감봉되었고, 카츠스케 (5대 번주 카츠아키의 조카)가 번주가 되고, 번 이름도 이요 마츠야마번과 혼동을 피하기 위해 "타카하시번"으로 개칭되었다. 또한, 카츠스케가 번주가 되기 전에, 호코쿠 등이 훗날의 집안 소동을 피하기 위해 "카츠마타 (카츠키요의 적남, 카츠키요가 관위를 몰수당한 후, 당주가 되어있었지만, 조정에서는 번주로 인정받지 못하고 아버지와 행동을 함께 하고 있었다)가 귀번한 후에는 번주의 지위를 카츠스케에게 양보하겠다"라는 서약문을 카츠스케에게 쓰게 했다. 그러나, 카스키요가 신정부로부터 사면받은 후에 이 말을 듣자, "주군은 쉽게 바꾸는 것이 아니다. 하물며 카츠마타는 조정으로부터 책망을 받은 몸이다"라며 카츠스케나 중신들 앞에서 건의 서약서를 찢어버리고, 중신들에게 카츠스케에 대한 충성을 맹세하게 했다고 한다 (폐번 후, 카츠스케는 남작이 되어, 메이지 29년 (1896년)에 49세의 나이로 사망했다).
메이지 4년 (1871년), 폐번치현에 의해, 타카하시번이 되었다. 이후, 후카츠현ㆍ오다현을 거쳐 오카야마현에 편입되었다.

## 역대 대관ㆍ번주

### 빗추 대관

#### 코보리가
1만 4460석 (1600년 - 1616년)
1. 코보리 마사츠구
2. 코보리 마사카즈

### 빗추 마츠야마번주

#### 이케다가
토자마 다이묘 6만 5천석 (1617년 - 1641년)
1. 이케다 나가요시
2. 이케다 나가츠네

#### 미즈노야가
토자마 → 후다이 5만석 (1642년 - 1693년)
1. 미즈노야 카츠타카
2. 미즈노야 카츠무네
3. 미즈노야 카츠요시

#### 안도가
후다이 다이묘 6만 5천석 (1695년 - 1711년)
1. 안도 시게히로
2. 안도 노부토모

#### 이시카와가
후다이 6만 석  (1711년 - 1744년)
1. 이시카와 후사요시

#### 이타쿠라가
후다이 5만석 → 2만석  (1744년 - 1871년)
1. 이타쿠라 카츠즈미
2. 이타쿠라 카츠타케
3. 이타쿠라 카츠요리
4. 이타쿠라 카츠마사
5. 이타쿠라 카츠아키
6. 이타쿠라 카츠츠네
7. 이타쿠라 카츠키요
8. 이타쿠라 카츠스케 메이지 2년부터 2만석으로 감봉

## 막부 말기의 영지
- 빗추국
  - 아카군 중 - 5개 마을 (쿠라시키현에 편입)
  - 아사쿠치군 중 - 2개 마을 (위와 동일)
  - 카야군 중 - 11개 마을 (그 중6개 마을은 쿠라시키현에 편입)
  - 카토군 중 - 4개 마을
  - 죠보군 중 - 15개 마을 (그 중3개 마을은 쿠라시키현에 편입)
  - 테츠타군 중 - 17개 마을 (쿠라시키현에 편입)
  - 카와카미군 중 - 12개 마을 (うち6개 마을은 쿠라시키현에 편입)

## 참고문헌
- 코다마 코타・키타지마 마사모토/감수 『藩史総覧』 신진부츠오우라이샤, 1977년
- 『別冊歴史読本 江戸三百藩 藩主総覧 歴代藩主でたどる藩政史』 신진부츠오우라이샤, 1997년 ISBN 978-4404025241
- 나카지마 시게오 『大名の日本地図』 분슌신쇼, 2003년 ISBN 978-4166603527
- 야와타 카즈오 『江戸三〇〇藩 バカ殿と名君 うちの殿さまは偉かった?』 코우분샤신쇼, 2004년

## 같이 보기
- 빗추 마츠야마성
- 개역

| 전임 (빗추국 | 마츠야마번 → 타카하시번 → 타카하시현 1600년 - 1871년 | 후임 후카츠현 |